# Flabellum irregulare
Espèce
Flabellum irregulare est une espèce de coraux appartenant à la famille des Flabellidae.